# Bruggen van Amsterdam

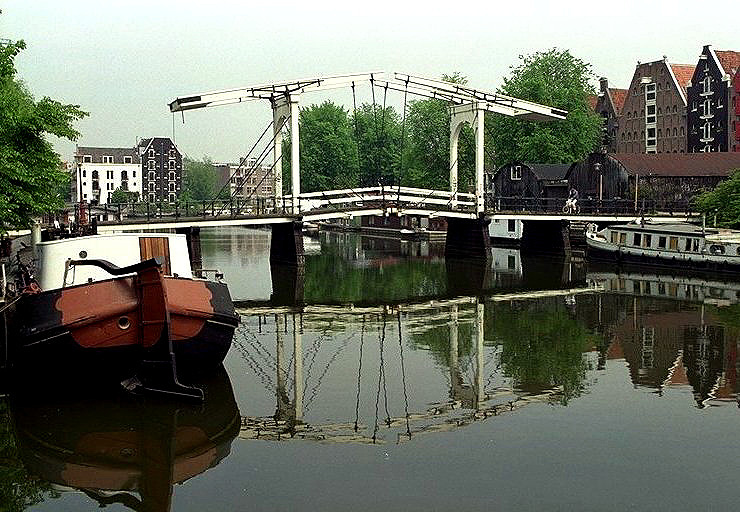
Brug 321: Sloterdijkbrug, houten ophaalbrug naar het Prinseneiland.

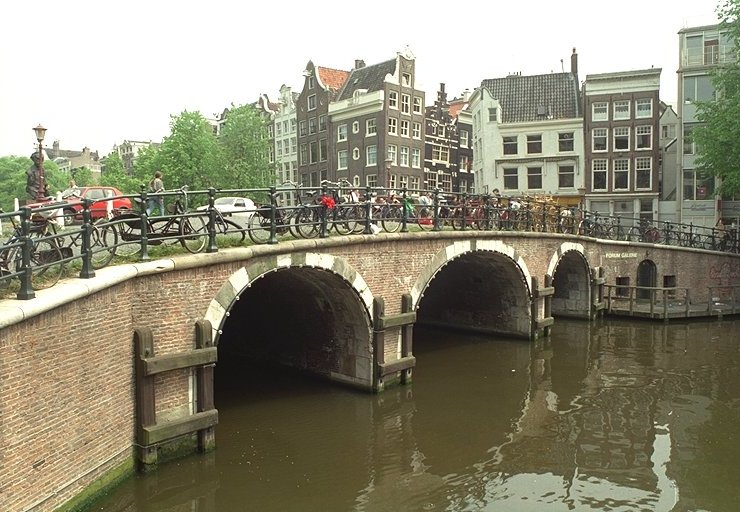
Brug 9: de Torensluis, Singel/Oude Leliestraat; stenen boogbrug.

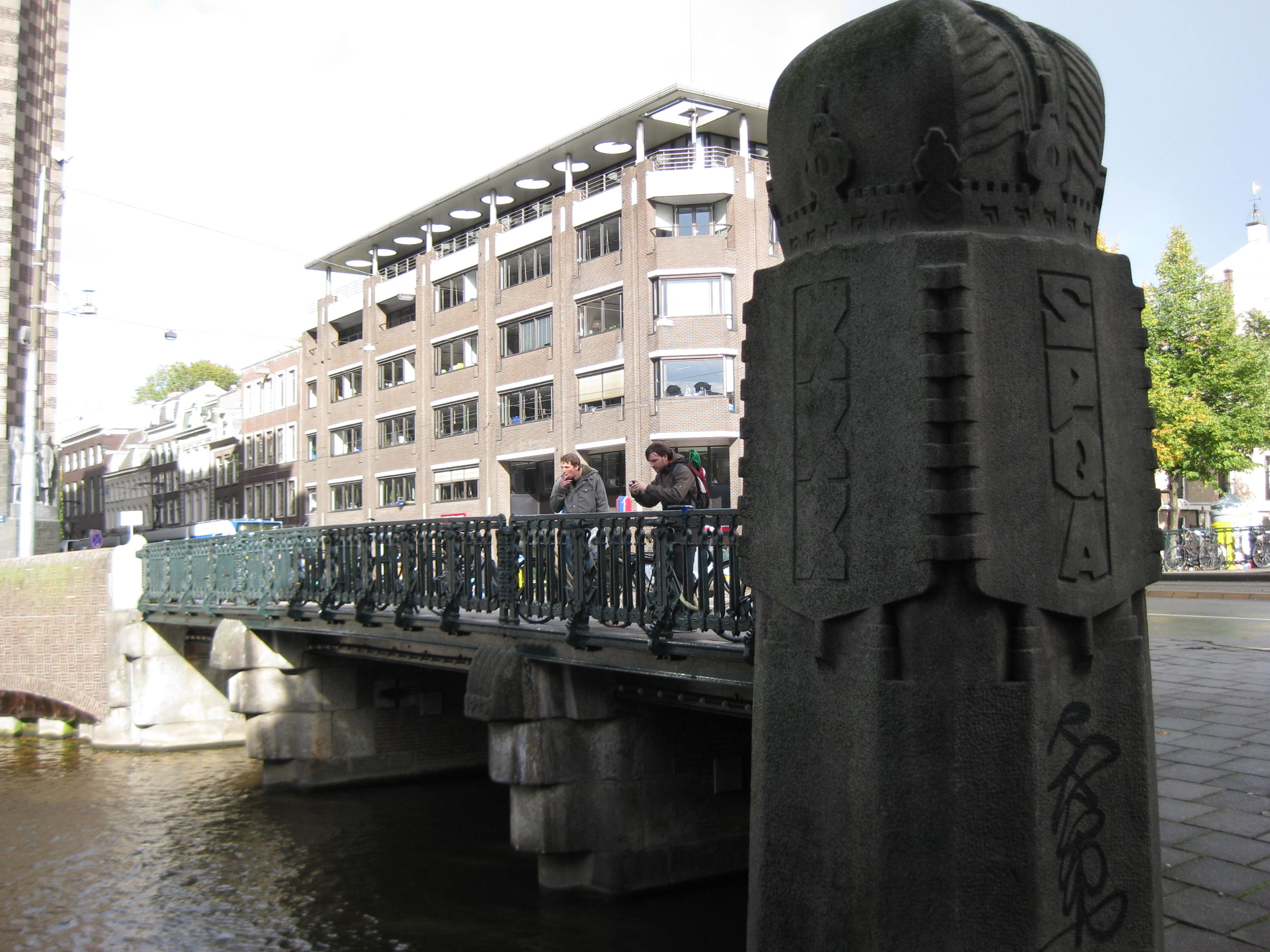
Brug 41: Vijzelstraat over de Keizersgracht, Rijksmonument 518392.

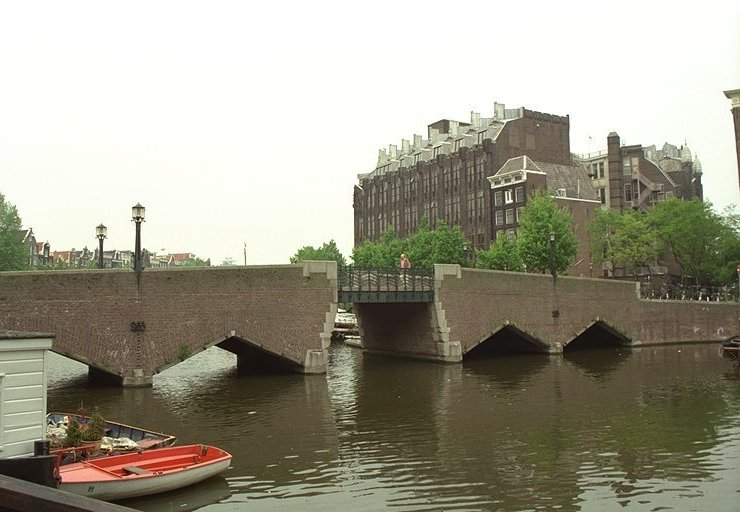
Brug 283: de Waalseilandbrug (1914).

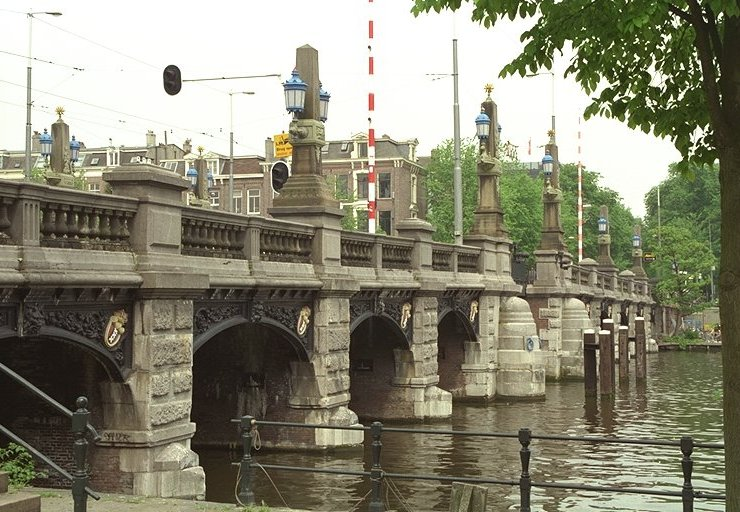
Brug 246: de Hogesluis over de Amstel.

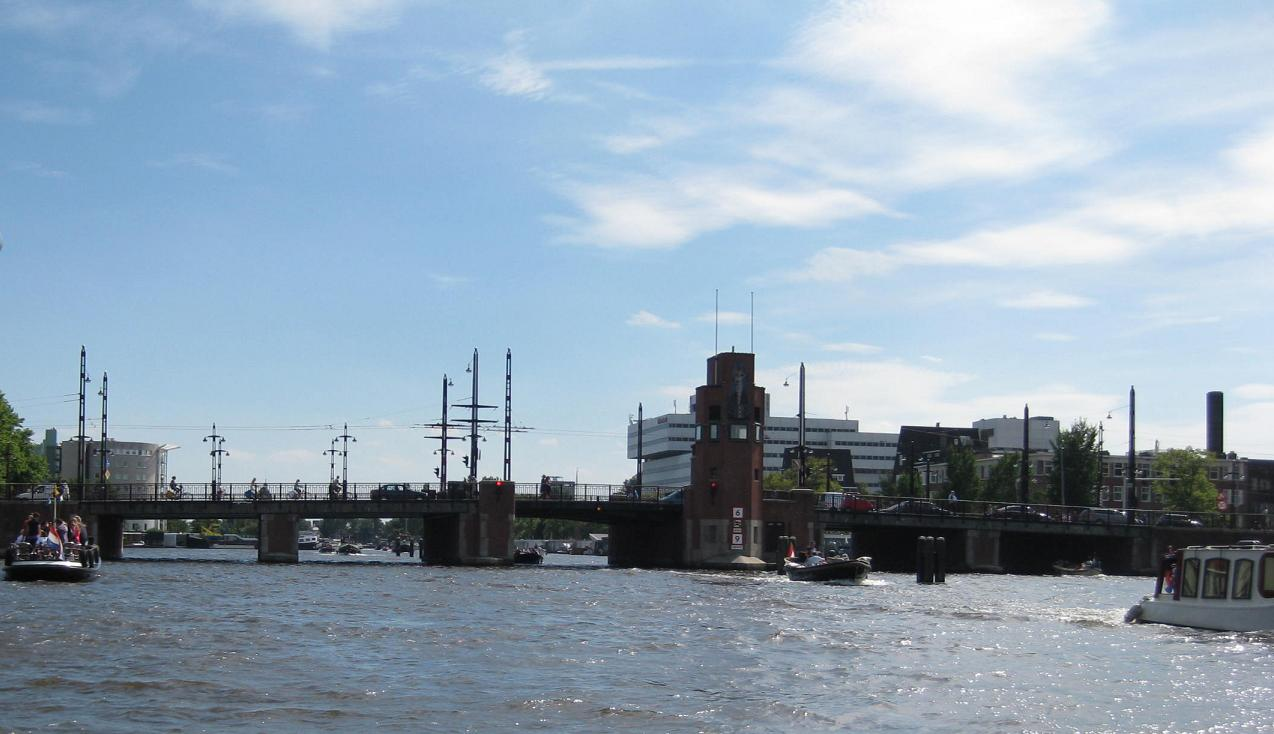
Brug 423: Berlagebrug over de Amstel

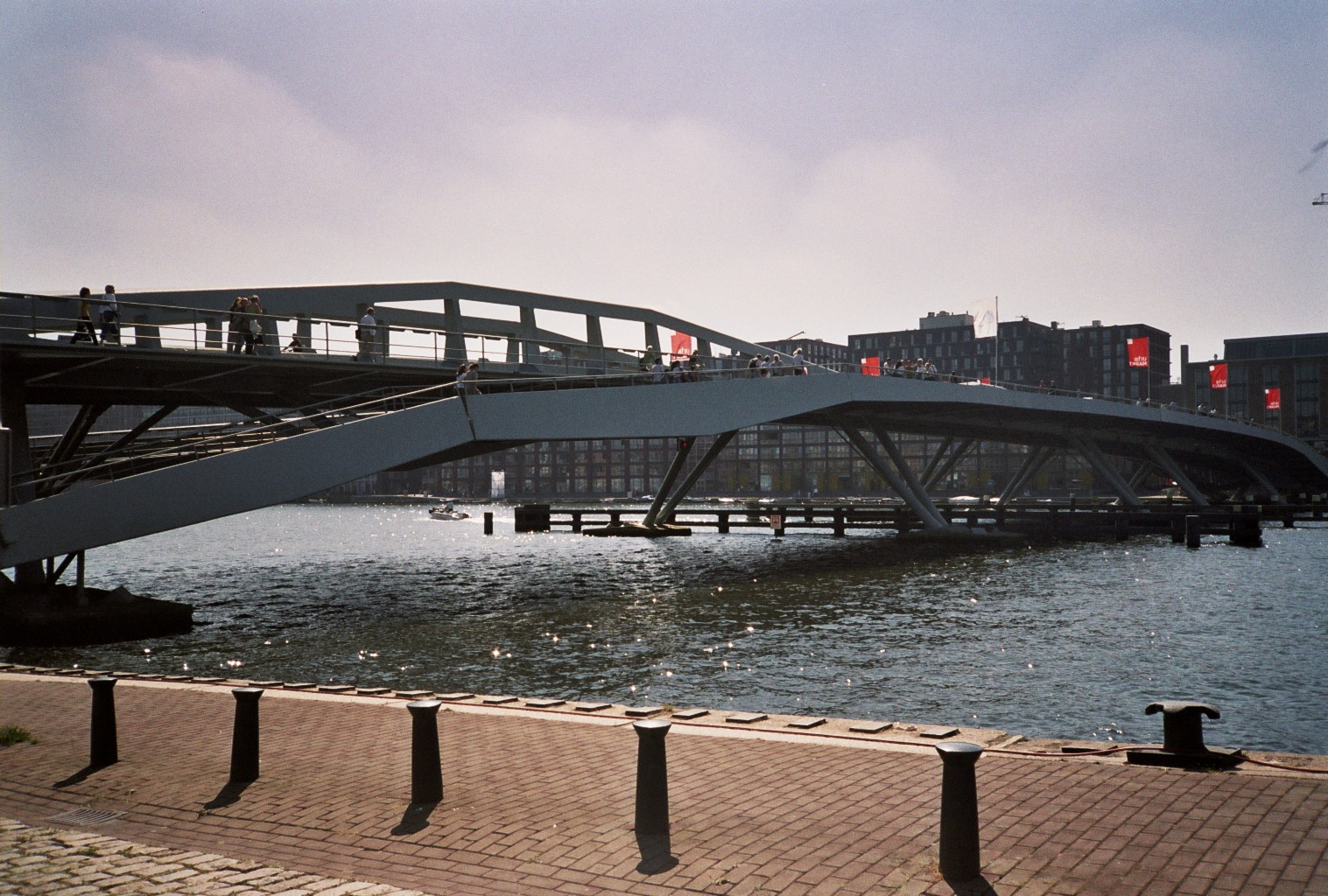
Brug 2000: de Jan Schaeferbrug.

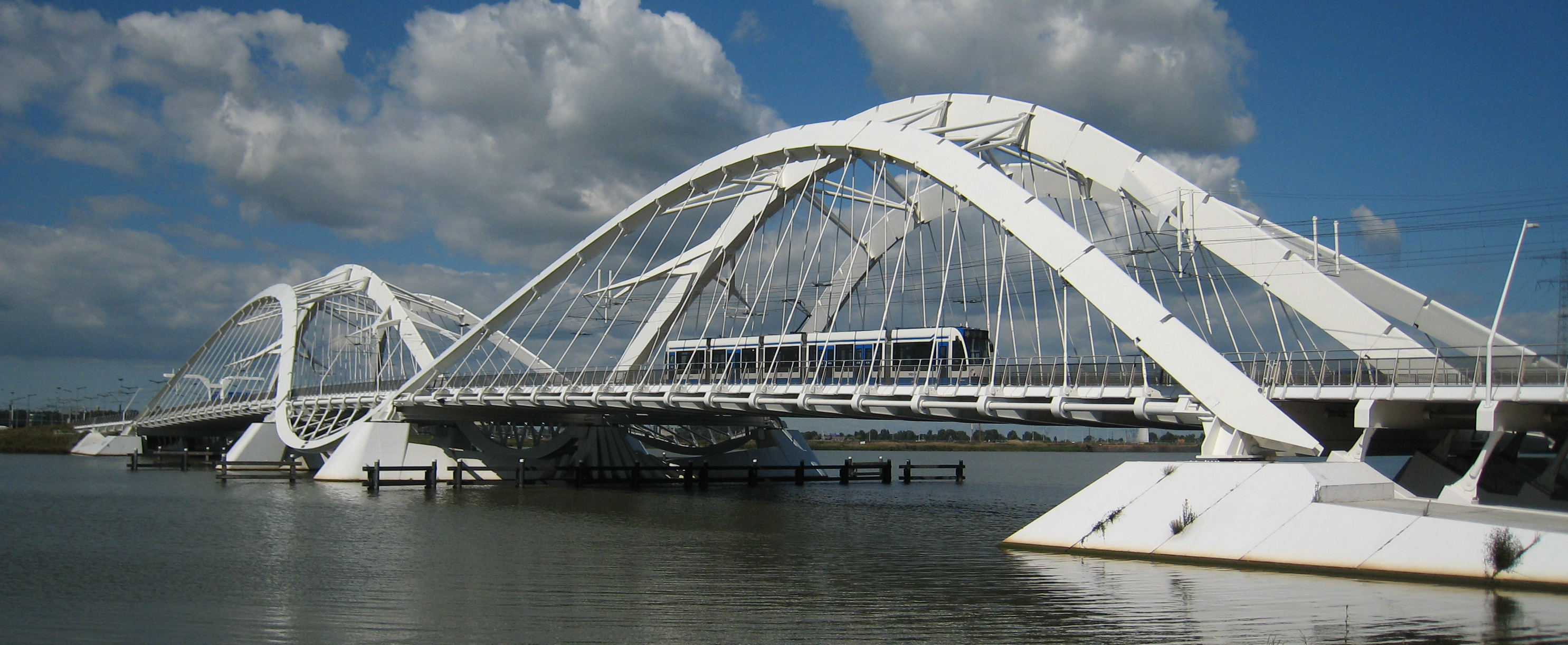
Brug 2001: Enneüs Heermabrug naar IJburg.

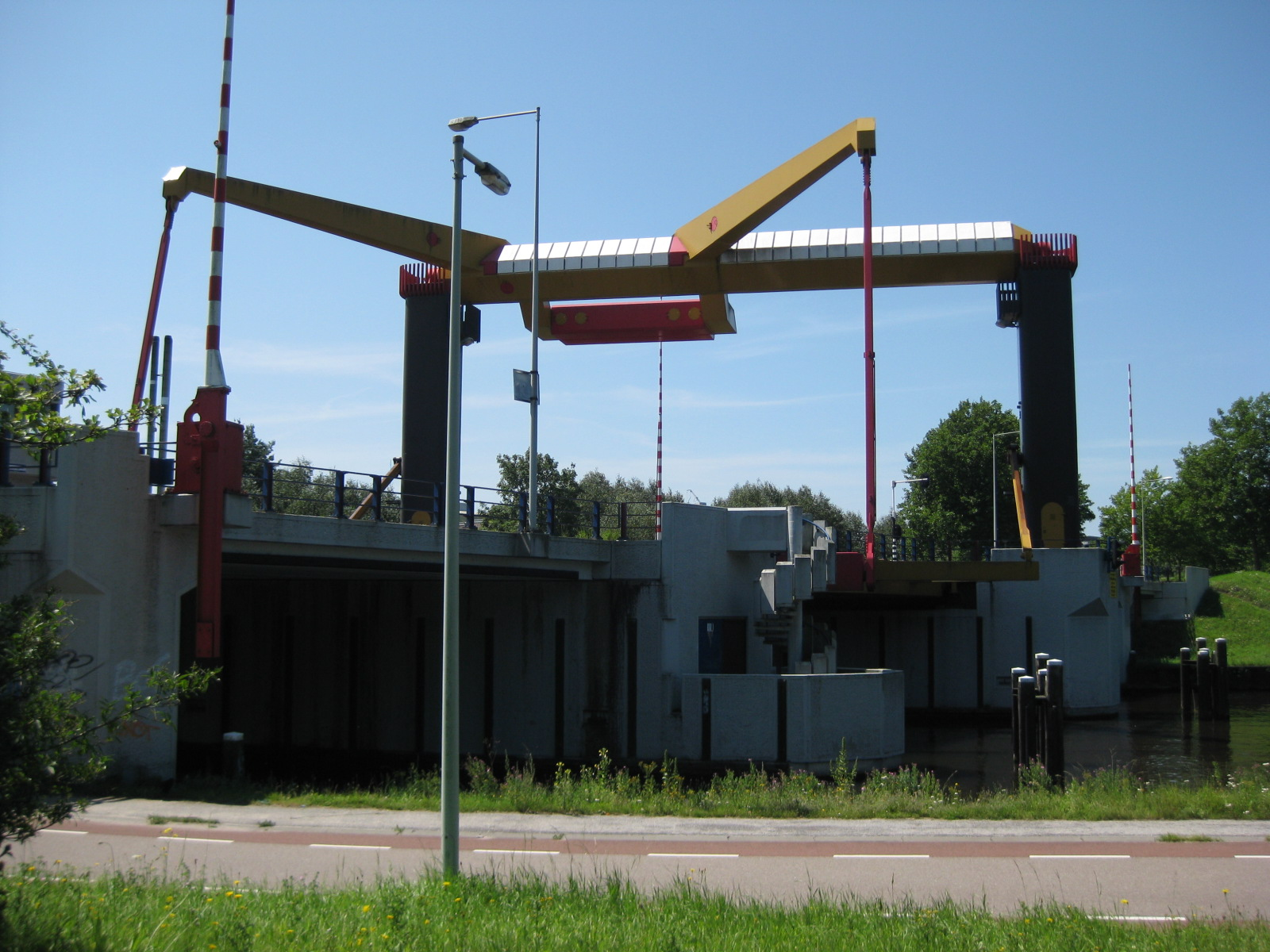
Brug 970 over het Noordhollandsch Kanaal

Amsterdam telt meer dan 1900 bruggen. Dit is zo ontstaan doordat de stad uitbreidde langs de oever van de Amstel waardoor de rol van water tot halverwege de 19e eeuw belangrijker was dan die van het land: zowel als transportweg, als verdedigingsgracht en zelfs als stedenbouwkundig sieraad voor de stad. Het water is onlosmakelijk verbonden met de stad, die ook wel het Venetië van het Noorden genoemd wordt.

## De bouw van de bruggen
Het aantal bruggen is gestaag toegenomen in de loop van de geschiedenis. In de 16e eeuw had de stad 52 bruggen en 6 overkluizingen/duikers. Rond 1600 is het aantal toegenomen tot 110, waaronder 10 overkluizingen/duikers. Door de grote stedelijke uitbreiding aan het begin van de 17e eeuw verdubbelde dit aantal bijna. Het "voltooide" Amsterdam had 297 bruggen en 9 overkluizingen/duikers. Tegenwoordig heeft Amsterdam 1539 bruggen, waarvan 252 in de binnenstad.

## Afname van de bruggen
Het stadsgebied had door de 17e-eeuwse uitleg een omvang bereikt die het tot het midden van de 19e eeuw zou behouden. Vanaf omstreeks 1860 werd buiten de Singelgracht begonnen met de bouw van nieuwe stadswijken. In de binnenstad werden de eerste grachten gedempt, aanvankelijk met een beroep op hygiënische motieven (stankoverlast). Later werden het toenemende (gemotoriseerde) verkeer en de zo min mogelijk belemmerde verbinding met de nieuwe stadsdelen de belangrijkste redenen om over te gaan tot dempingen. Met deze dempingen van grachten verdwenen in de periode 1860-1895 tientallen bruggen. Op andere plaatsen werden hoge bruggen vervangen door lage, soms zeer monumentale exemplaren. Dit had te maken met de eisen van de elektrische tram vanaf 1900.
Ook in de 20e eeuw verdwenen talloze monumentale bruggen, hoofdzakelijk op grond van verkeerstechnische overwegingen. Terwijl in de loop van de jaren honderden monumenten behouden en gerestaureerd werden, konden oude bruggen worden gesloopt en vervangen door nieuwbouw. Inmiddels is het besef doorgedrongen dat bruggen, net als monumentale gebouwen, deel uitmaken van de gebouwde omgeving. De bruggen vormen een markant deel van de monumentale ruimtelijke structuur van de grachtengordel. Ook al zijn veel bruggen in Amsterdam niet meer authentiek, ze hebben dus wel grote stedenbouwkundige kwaliteiten. In totaal zijn 72 bruggen binnen de Singelgracht op de Amsterdamse gemeentelijke monumentenlijst geplaatst, een groot deel niet omdat ze authentiek of uniek zijn, maar omdat ze van groot belang zijn voor het stadsbeeld.

## Historie van de soorten bruggen
De eerste bruggen in Amsterdam waren van hout. Deze houten bruggen waren uiterst functionele bruggen. De overspanning bestond uit een aantal rechthoekige balken (liggers), waarover een bevloering werd gelegd. Al naargelang de breedte van het water werden ter ondersteuning van de bovenbouw tussensteunpunten of jukken geplaatst. Deze bestonden uit een aantal, eventueel onderling gekoppelde, naar beneden gespreid geplaatste palen. Van de houten balkbruggen zijn er maar enkele bewaard gebleven, althans in verschijningsvorm. Ook sommige voetbruggen zijn balkbruggen. Het oud-Hollandse karakter is eigenlijk tijdloos: tot in de 20e eeuw worden ze gebouwd, eerst van hout, daarna van ijzer, tegenwoordig zelfs van beton. Bekende voorbeelden zijn de Magere brug over de Amstel en de nabijgelegen brug over de Nieuwe Herengracht. Bij de Westelijke Eilanden zijn er nog vier houten dubbele ophaalbruggen.
Bij de stenen boogbrug of welfbrug ligt het brugdek op één of meer gemetselde bogen ("gewelven"). De zo gevormde doorvaarten werden geaccentueerd met boogstukken van natuursteen. In tegenstelling tot de houten balkbrug zijn de onderbouw en bovenbouw tot één geheel versmolten: het vormt een architectonisch geheel. Welvaart, aandacht voor en verfraaiing van het stadsbeeld zullen redenen zijn geweest voor de verstening van de bruggen. De stenen welfbrug had echter ten opzichte van de houten balkbrug een belangrijk nadeel in verband met de scheepvaart. De introductie van enkelvoudige of dubbele ophaalbruggen of wipbruggen betekende een aanzienlijke verbetering van de doorvaartmogelijkheden.
De vormgeving van de bruggen veranderde in de 19e eeuw onder invloed van de industriële architectuur en techniek. Er dienden zich nieuwe constructiemogelijkheden van ijzer en staal aan. De hoge boogbruggen werden platter gemaakt en verlaagd. Vanaf circa 1860 werden ze deels vervangen door platte plaatbruggen. Dit werd ook mede ingegeven door de aanleg van tramlijnen vanaf 1875. Stalen beweegbare bruggen werden als ophaalbrug, basculebrug of draaibrug gebouwd.
Vanaf 1930 worden hefbruggen gebouwd: het brugdek is met ophangkabels verbonden aan heftorens. Een voorbeeld hiervan is de brug in de Prins Hendrikkade over de Oude Schans.

## Amsterdamse Schoolbruggen
Een nieuwe periode brak aan toen Jan van der Mey in 1911 en Piet Kramer in 1917 tot esthetische adviseurs bij Publieke Werken werden benoemd. Met kunstzinnige balustraden in smeedijzer en de toepassing van beeldhouwwerk werd een geheel eigen stijl ontwikkeld, die in de architectuur bekendheid zou verwerven onder de naam Amsterdamse School.
Vooral de architect Piet Kramer (1881-1961) heeft bijgedragen aan de toepassing van Amsterdamse School-ornamentiek in brugontwerpen. In de periode 1917-1952 heeft hij honderden plaatbruggen ontworpen. Kenmerkend, naast de vrijwel overal anders uitgevoerde balustraden van smeedijzer, zijn de verzwaringen van de landhoofden door zuilen met beeldhouwwerk. De vormgeving wordt soberder in de crisisjaren vlak voor de Tweede Wereldoorlog, ook mede door de nieuwe architectonische inzichten.

## Bruggen buiten de Binnenstad
Met de sterke groei van Amsterdam buiten de Singelgracht na 1870 kwamen er ook in de sindsdien gebouwde wijken en buurten vele bruggen bij. Met de groei van het verkeer nam ook de variëteit en de grootte van de bruggen toe. De grootste bruggen van Amsterdam liggen over de routes voor scheepvaartverkeer de Amstel, de Schinkel – Kostverlorenvaart – Kattensloot – Singelgracht, het Buiten IJ en het Amsterdam-Rijnkanaal. In deze routes zijn de meeste (lagere) bruggen alle beweegbaar (onder andere voor de staandemastroute).

## Nummering van bruggen
Alle Amsterdamse bruggen hebben een brugnummer. Nummer 1 is de brug (Muntsluis) van het Muntplein over het Singel. Van daaruit zijn de bruggen verder genummerd over het Singel, de Grachtengordel en in cirkels verder naar de buitenwijken toe. De duizendste brug in Amsterdam werd geopend in 1973 en ligt over de Westlandgracht bij het Rembrandtpark. Brug nummer 2000 is de Jan Schaeferbrug, deze ligt over de IJhaven. De bruggen op IJburg worden genummerd vanaf nummer 2001 (Enneüs Heermabrug, in gebruik genomen in 2001)